# Larssonska gården
Larssonska gården är en historisk träbyggnad i Hangö i det finländska landskapet Nyland. Trähuset, som ligger på Boulevarden mittemot Kyrkparken, uppfördes år 1889. Nuförtiden står huset tomt. Byggnaden är skyddad i stadens detaljplan.

## Historia och arkitektur
Larssonska gården uppfördes av handelsman Julius Tallberg år 1889. Huset utvidgades mot rådhuset med andra rum åren 1892–1896. Karakteristiskt för byggnaden är fasaden med korsgavel och balkong med järnskrank. Den kanske mest kända invånaren var lotsåldersmannen Uno Larsson. Bland annat en möbelaffär, bokhandel, vin- och sprithandel samt kaféer har funnits i huset.